# Valentino Bonaiti
Valentino Bonaiti (Paderno Franciacorta, 16 marzo 1925 – Brescia, 2006) è stato un calciatore italiano, di ruolo attaccante.

## Carriera
Cresciuto nel Breno, debutta con il Brescia in Serie B nella stagione 1947-1948, precisamente il 5 ottobre 1947 nella partita Vita Nova-Brescia (0-2); disputa quattro campionati cadetti con le rondinelle bresciane, per un totale di 69 presenze e 20 reti.
Nel 1952 passa alla Lucchese, dove disputa un campionato di Serie B segnando 5 reti in 26 gare, e gioca anche l'anno successivo in Serie C dopo la retrocessione della squadra toscana.